# Leiostyla tesselata
Leiostyla tesselata (Morelet, 1860) é uma espécie de caracol terrestre, endémica dos Açores.